# Nigel Hasselbaink
Nigel Hasselbaink, né le 21 novembre 1990 à Amsterdam, est un footballeur international surinamien évoluant au poste d'attaquant. Il est actuellement sans club.

## Biographie

### Les débuts
Nigel Hasselbaink est formé au PSV Eindhoven. Il ne fait toutefois pas la moindre apparition et est prêté en janvier 2010 au Go Ahead Eagles, en deuxième division néerlandaise, où il fait 13 apparitions et inscrit 2 buts.

### Hamilton Academical
Libéré par le PSV, il signe gratuitement le 23 août 2010 au Hamilton Academical FC après avoir impressionné l'entraîneur Billy Reid lors d'un essai. Il y fait ses débuts le 28 août 2010 face au Inverness CT (victoire 0-1). Il inscrit son premier but le 25 septembre 2010 face au Kilmarnock FC (match nul 2-2). Il dispute 28 matches toutes compétitions confondues cette saison, inscrivant 4 buts.

### Saint-Mirren
Nigel Hasselbaink signe le 6 juin 2011 pour un an au Saint Mirren FC. Il fait ses débuts sous ses nouvelles couleurs le 25 juillet 2011 face au Dunfermline Athletic FC (match nul 0-0) et inscrit son premier but le 30 juillet 2011 face au Aberdeen FC (victoire 1-0). Il participe à 40 rencontres toutes compétitions confondues durant cet exercice et inscrit 8 buts. En fin de saison, le club propose une prolongation de contrat à lui et son partenaire Jeroen Tesselaar,. Les deux coéquipiers ignorent finalement cette prolongation de contrat.

### Saint Johnstone
Le 28 juin 2012, il signe libre au Saint Johnstone FC. Nigel Hasselbaink révèle que c'est le discours de l'entraîneur Steve Lomas qui l'a convaincu de signer au Saint Johnstone FC et qu'il a refusé plusieurs offres de clubs anglais.
Il y fait ses débuts le 4 août 2012 face au Heart of Midlothian FC (défaite 2-0) et inscrit son premier but le 18 août 2012 contre le Aberdeen FC (défaite 1-2). Il forme alors avec Grégory Tadé le duo d'attaque du club écossais.

### Hapoël Beer-Sheva
Le 9 septembre 2018, il s'engage pour quatre saisons avec l'Hapoël Beer-Sheva. Le club a payé une somme de 1,7 million d'euros pour le recruter. Il quitte le club à sa demande le 23 avril 2020.

## Statistiques
| Saison                | Club                   | Championnat           | Championnat | Championnat | Coupe nationale | Coupe nationale | Coupe de la Ligue | Coupe de la Ligue | Compétition(s) continentale(s) | Compétition(s) continentale(s) | Compétition(s) continentale(s) | Total | Total |
| Saison                | Club                   | Division              | M.          | B.          | M.              | B.              | M.                | B.                | Comp.                          | M.                             | B.                             | M.    | B.    |
| 2009–2010             | PSV Eindhoven          | Eredeivisie           | 0           | 0           | 0               | 0               | -                 | -                 | C1                             | 0                              | 0                              | 0     | 0     |
| 2009–2010             | Go Ahead Eagles (prêt) | Eerste Divisie        | 2           | 1           | 3               | 0               | -                 | -                 | -                              | -                              | -                              | 5     | 1     |
| 2010–2011             | Hamilton Academical    | Premier League        | 27          | 3           | 1               | 1               | 0                 | 0                 | -                              | -                              | -                              | 28    | 4     |
| 2011–2012             | Saint Mirren           | Premier League        | 34          | 6           | 5               | 1               | 3                 | 1                 | -                              | -                              | -                              | 42    | 8     |
| 2012–2013             | Saint Johnstone        | Premier League        | 36          | 7           | 2               | 0               | 2                 | 0                 | C3                             | 2                              | 0                              | 42    | 7     |
| 2013–2014             | Saint Johnstone        | Premier League        | 30          | 5           | 1               | 0               | 4                 | 1                 | C3                             | 4                              | 0                              | 39    | 6     |
| Total sur la carrière | Total sur la carrière  | Total sur la carrière | 129         | 22          | 12              | 2               | 9                 | 2                 | -                              | 6                              | 0                              | 156   | 26    |

## Vie privée
Nigel Hasselbaink est le neveu de l'international néerlandais Jimmy Floyd Hasselbaink.